# Ngasem (Jatikalen)
Ngasem is een bestuurslaag in het regentschap Nganjuk van de provincie Oost-Java, Indonesië. Ngasem telt 1368 inwoners (volkstelling 2010).